# Mauricio Rueda Beltz
Mauricio Rueda Beltz, né le 8 janvier 1970 à Bogota en Colombie, est un prélat colombien de l'Église catholique. Il travaille au service diplomatique du Saint-Siège. Il est nonce apostolique en Côte d'Ivoire depuis 2023.

## Biographie
Mauricio Rueda Beltz naît le 8 janvier 1970 à Bogota, en Colombie. Après des études au séminaire, il est ordonné prêtre pour l'archidiocèse de Bogota le 19 décembre 1996. Il obtient une licence en droit canonique en 2001 à l'Université pontificale Javeriana de Bogota. Il poursuit ses études à Rome, où il obtient en 2004 un diplôme de doctorat à l'Université pontificale de Santa Croce avec la thèse « Le concordat entre Echandía et Maglione et le soi-disant schisme dans l'Église colombienne ». Il fait également une formation à l'Académie pontificale ecclésiastique de 2002 à 2004.

### Diplomate
Il rejoint le service diplomatique du Saint-Siège le 1er juillet 2004, il exerce par la suite des fonctions dans les représentations pontificales en Guinée (en), au Chili (en), aux États-Unis et en Jordanie (en). En juillet 2004, Il est envoyé à la Section pour les relations avec les États et les organisations internationales de la secrétairerie d’État, en tant que chargé de l’organisation des voyages apostoliques. Il est envoyé en 2016 en poste à la nonciature apostolique au Portugal (en) où il reste jusqu'en 2016. En 2019, Il est chargé d'organiser la logistique, les déplacements et la sécurité d'une importante visite du pape François à Maurice, au Mozambique et à Madagascar,. Il est nommé sous-secrétaire de la section pour le personnel diplomatique du Saint-Siège le 17 décembre 2020,.

### Nonce apostolique en Côte d'Ivoire
Le 16 juin 2023, le pape François le nomme nonce apostolique en Côte d'Ivoire, avec la dignité d'archevêque titulaire de Cingoli (it),. Il reçoit l'ordination épiscopale le 9 septembre, à la basilique Saint-Pierre, des mains du cardinal secrétaire d'État Pietro Parolin, assisté de Rubén Salazar Gómez, cardinal archevêque émérite de Bogota et de Baselios Cleemis Thottunkal, archevêque de Bogota.
Il arrive officiellement en Côte d'Ivoire le 26 octobre 2023. Il effectue la messe inaugurale de sa mission en tant nonce apostolique le 24 novembre 2023 en la paroisse saint Jean de Cocody en présence du président de la Conférence des évêques catholiques de Côte d'Ivoire, Marcellin Yao Kouadio, évêque du diocèse de Daloa. Le 13 décembre de la même année, Il présente sa lettre de créance en tant représentant de l'état du Vatican au président ivoirien, Alassane Ouattara, lors d'une cérémonie officielle organisé au palais de la présidence de la république.
Il fait sa première visite pastorale à l'intérieur du pays en mars 2024 précisément à Gagnoa dans l'archidiocèse de Gagnoa, avant de se rendre dans le diocèse d'Agboville, en mai 2024.

## Publications
- (es) Le concordat entre Echandía et Maglione et le soi-disant schisme dans l'Église colombienne, Rome, Pontificia Universitas Sanctae Crucis, 2004 (lire en ligne)[17]